# Danielli Yuri
Danielli Yuri Barbosa (Registro, 3 de enero de 1984) es una deportista brasileña que compitió en judo. Ganó una medalla de plata en los Juegos Panamericanos de 2007, y dos medallas de plata en el Campeonato Panamericano de Judo en los años 2008 y 2009.

## Palmarés internacional
| Juegos Panamericanos    | Juegos Panamericanos     | Juegos Panamericanos | Juegos Panamericanos |
| Año                     | Lugar                    | Medalla              | Categoría            |
| ----------------------- | ------------------------ | -------------------- | -------------------- |
| 2007                    | Río de Janeiro (Brasil)  | Medalla de plata     | –63 kg               |
| Campeonato Panamericano |                          |                      |                      |
| Año                     | Lugar                    | Medalla              | Categoría            |
| 2008                    | Miami (Estados Unidos)   | Medalla de plata     | –63 kg               |
| 2009                    | Buenos Aires (Argentina) | Medalla de plata     | –63 kg               |